# Ed Book
Pour les articles homonymes, voir Book.
 (août 2024).
Si vous disposez d'ouvrages ou d'articles de référence ou si vous connaissez des sites web de qualité traitant du thème abordé ici, merci de compléter l'article en donnant les références utiles à sa vérifiabilité et en les liant à la section « Notes et références ».
Edward Frank « Ed » Book, né le 23 septembre 1970 à Buffalo, dans l'État de New York, est un joueur américano-néo-zélandais de basket-ball, évoluant au poste de pivot.